# Amsacta simplicans
Amsacta simplicans är en fjärilsart som beskrevs av Embrik Strand 1919. Amsacta simplicans ingår i släktet Amsacta och familjen björnspinnare. Inga underarter finns listade i Catalogue of Life.